# Skadowsk
Skadowsk (ukr. Скадовськ) – miasto na południu Ukrainy  w obwodzie chersońskim. Port morski na wybrzeżu Zatoki Dżarylgatskej Morza Czarnego. Centrum administracyjne rejonu skadowskiego obwodu chersońskiego. Klimatyczny kurort.

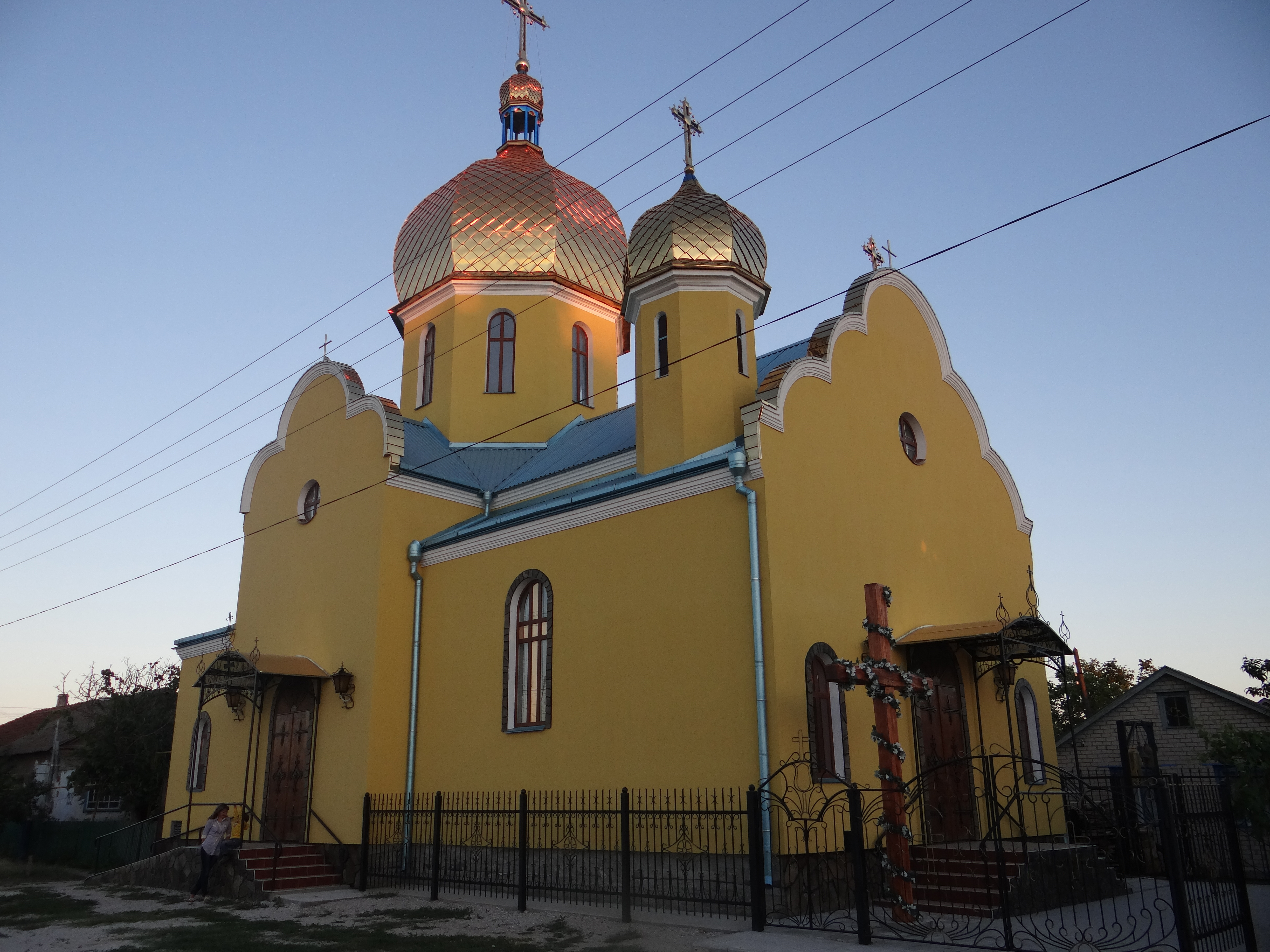
Cerkiew greckokatolicka

## Historia
Skadowsk założono 5 czerwca 1894 roku jako przystań morską na miejscu wioski rybackiej Ali-Agok w majątku ziemianina S. Skadowskiego.
W 1989 liczył 21 147 mieszkańców.
W 2013 liczył 18 940 mieszkańców.
Miasto okupowane przez wojska Federacji Rosyjskiej od początku inwazji Rosji na Ukrainę w 2022. 